# 花園農業協同組合
花園農業協同組合（はなぞののうぎょうきょうどうくみあい）は、埼玉県深谷市に本店を置く農業協同組合。通称、JA花園。

## 概要
深谷市と合併して消滅した旧花園町を主な管轄域とする。
2019年4月1日を目標として、大里地域のJA（「JA花園」・「JAくまがや」・「JAふかや」・「JA埼玉岡部」・「JA榛沢」）をひとつに統合するための協議会を設立したが、JAふかやの協議会離脱により5JAの枠組みでの合併計画は頓挫した。その後、JAふかやとJA榛沢が2者で合併を行った。

## 店舗
- 本店： 深谷市小前田1169

## 施設
- アグリホール花園 - 深谷市北根138-2